# Angers

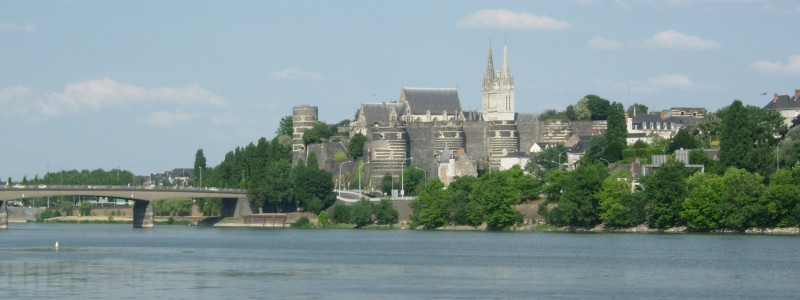
Zicht op Angers aan de Maine.

Angers is een stad in het westen van Frankrijk in het departement Maine-et-Loire, ongeveer 300 km ten zuidwesten van Parijs. Angers is de hoofdstad van het departement. Het gebied rond Angers staat bekend onder de provinciale naam Anjou.
Angers is een industriestad met 157.555 inwoners op 1 januari 2022. De gehele agglomeratie telt bijna 250.000 inwoners. De inwoners worden Angevijnen (Angevins) genoemd. De stad stamt uit de Romeinse tijd en is gebouwd op de oevers van de Maine. De wijk naast de rivier is bekend vanwege de bloemenmarkten. De stad noemt zichzelf ook wel de meest bloemrijke stad van Europa. De stad heeft veel brede, rechte straten en parken. Het accent van de Angevijnen wordt door de Fransen gezien als het zuiverste Frans.
In Angers is het Communautair Bureau voor plantenrassen gevestigd.

## Geschiedenis
De locatie van de stad was reeds in de Jonge Steentijd bewoond. In de laatste eeuwen voor het begin van de jaartelling woonde er een Keltische stam, die deel uitmaakte van de La Tène-cultuur, de Andecavi.  Aan dit volk dankt de stad, alsmede de regio, Anjou, haar naam. In de tijd van keizer Augustus lag hier een klein Romeins stadje, Juliomagus. Op de Peutingerkaart uit de 4e eeuw staat dit als Iulomago vermeld. Rond 500 werd de naam van de stad veranderd in civitas Andecavorum of Andecavis. Dat werd Andegavis (861-882), Angieus (1127), Angeus (1205), Angiers (12e eeuw) en later Angers.
In de negende eeuw werd Angers enige malen geplunderd door Vikingen.
Daarna ontwikkelde zich het graafschap, later hertogdom Anjou met Angers als hoofdstad en residentie. Dit was tot 1205 onderdeel van het rijk van het Huis Plantagenet, dat toen ook Engeland omvatte. De stad was in de Late Middeleeuwen al een cultureel en wetenschappelijk centrum. Sinds 1337 was er een universiteit waar men theologie, rechtsgeleerdheid en medicijnen kon studeren. In 1530 reisde de Engelse koning Hendrik VIII naar Angers om in de universiteit advies in te winnen over de beëindiging van zijn huwelijk met Anne Boleyn.
Later kreeg de Franse kroon steeds meer invloed. In 1474 nam Lodewijk XI van Frankrijk met een verrassingsmanoeuvre, nagenoeg zonder strijd, de stad over van René I van Anjou. Sinds 1480 was de koning van Frankrijk de facto ook hertog van Anjou.
Al in 1523 bekeerde een deel van de inwoners van Angers zich tot het protestantisme. In 1560 vond in de stad een oproer met beeldenstorm plaats, die Journée des mouchoirs (Zakdoekendag) genoemd wordt, daar de protestanten, die de stad overnamen, hun hoeden met witte zakdoeken hadden versierd. Van elders opgeroepen katholieke troepen drukten het oproer snel de kop in. De genadeslag voor de protestanten in Angers was de Bartholomeusnacht van 1572, waarbij ook in Angers veel doden vielen. De 17e eeuw en de vroege 18e eeuw was een periode van achteruitgang en ellende voor de stad. Regelmatig werd Angers geteisterd door overstromingen, hongersnoden en pestepidemieën. Ook verloor de stad als represaille na een aan La Fronde gerelateerde revolte in 1649 veel van haar eerder verworven privileges. Pas in de late 19e eeuw trad belangrijk herstel in, o.a. door de ontwikkeling en modernisering van de tuinbouw, de wijnbouw en de boomkwekerij in de omgeving.
In 1829 stichtte Maria Euphrasia Pelletier in Angers een dochterklooster van O.L. Vrouw van Liefde. In 1835 richtte zij een geheel nieuwe Congregatie van Onze Lieve Vrouw van Liefde van de Goede Herder op. De orde kreeg in de 20ste eeuw in veel landen beruchtheid in verband met aan jonge meisjes opgelegde dwangarbeid. Het moederklooster van deze wereldwijd verbreide orde is nog steeds in Angers. 
In de Tweede Wereldoorlog was de stad enige tijd de facto de residentie van het door het Derde Rijk bezette Polen, aangezien de regering in ballingschap van dat land er tot aan de Duitse bezetting van Angers zetelde. In 1942 werd Angers de zetel van de Franse afdeling van de Gestapo en centrum van deportaties van Joden naar Auschwitz. In mei 1944 leed de stad zware schade door een geallieerd bombardement, waarbij 422 doden vielen. De bevrijding volgde op 10 augustus 1944.
Na 1950 begon een snelle economische ontwikkeling en stadsuitbreiding. Ook werd het cultureel toerisme bevorderd door de stichting van musea en het restaureren van oude, monumentale gebouwen. In 2005 werd de economische ontwikkeling tot nationaal centrum voor tuinbouw, boomkwekerij, plantenveredeling, wijnbouw e.d. geïnstitutionaliseerd door de oprichting van de pôle de compétitivité op agrarisch gebied met de naam Végépolys.

## Economie
- De pôle de compétitivité op agrarisch gebied met de naam Végépolys omvat meer dan 300 ondernemingen, en  een agrarische universiteit en andere wetenschappelijke instellingen met meer dan 400 wetenschappers en 2500 studenten. Dit complex is in Angers gevestigd, mede omdat het  Communautair Bureau voor plantenrassen van de Europese Unie hier al langer zetelt.
- In een voorstad van Angers wordt al sinds 1875 de likeur Cointreau geproduceerd.
- In de stad staan fabrieken waar vrachtauto's en computeronderdelen worden gemaakt.
- Het historisch stedenschoon (zie onder) trekt ook veel toeristen aan.
- De dienstensector is ook zeer belangrijk voor deze stad, die een belangrijk regionaal centrum is en zetel van veel wetenschappelijke instellingen.

## Onderwijs
- École supérieure des sciences commerciales d'Angers

## Bezienswaardigheden
- het kasteel van Angers, een 13e-eeuws kasteel aan de oever van de Maine waar het Wandtapijt van de Apocalyps (eind 14e eeuw) tentoongesteld wordt. Eveneens vermeldenswaardig zijn de omwalling met 17 torens, de Franse tuin en de middeleeuwse tuin, de slotgrachten en de angevijns gotische kapel Saint-Laud.
- de romaans-angevijns gotische kathedraal Saint-Maurice (12e-13e eeuw) torent hoog boven de stad uit. Vermeldenswaardig zijn het gebrandschilderd glas van het koor (13e eeuw) en het waardevol meubilair waaronder een marmeren beeld van Sint-Cecilia van Pierre-Jean David d'Angers.
- de abdij Toussaint (13e eeuw) waarvan de gerestaureerde kerk sinds 1984 onderdak verschaft aan de 'galerie David d'Angers'. Dit museum is gewijd aan het werk van de beeldhouwer David d'Angers. De in 1815 ingestorte angevijns gotische gewelven werden door een glazen dak vervangen op het einde van de 20e eeuw.
- de abdij Saint-Aubin waarvan alleen de toren (12e eeuw) van de kerk resteert
- het hôtel du Croissant (15e eeuw)
- het hôtel dit Logis Barrault, het oudste stadspaleis van Angers (1486-1493), dat het 'musée des beaux-arts' herbergt
- het hôtel de Pincé (Logis de Pincé), een stadspaleis uit de renaissance (1525-1535). Het biedt onderdak aan het 'musée Turpin-de-Crissé' (Griekse, Etruskische, Egyptische, Chinese en Japanse kunst).
- meerdere vakwerkhuizen waaronder het 'Maison d'Adam', het mooiste vakwerkhuis van de stad (1491)
- de place du Ralliement, het centrale plein dat beheerst wordt door de monumentale gevel van het theater
- het 'Musée Cointreau' (in Saint-Barthélemy d'Anjou, aan de rand van Angers)
- andere kerken waaronder
  - Saint-Martin (angevijnse gotiek) is een van de best bewaarde karolingische monumenten van Frankrijk. De collegiale kerk werd op het einde van de 20e eeuw gerestaureerd. Nu bevindt er zich een museum dat gewijd is aan de geschiedenis van de kerk en dit onder de naam 'Témoin de l'histoire et du rayonnement de l'Anjou'.
  - Saint-Serge (angevijnse gotiek)
  - Saint-Samson (1006)
- La Doutre, een oude wijk op de rechteroever van de Maine met
  - de schilderachtige place de la Laiterie
  - verscheidene vakwerkhuizen, waaronder het 'Maison de l'apothicaire Simon Poisson' (1582)
  - de kerk la Trinité (12e eeuw) met de 16e-eeuwse klokkentoren die boven La Doutre uitsteekt
  - de abdijkerk van de abdij du Ronceray (1060-1119)
  - de oude zolders Saint-Jean
  - het angevijns gotische hospitaal Saint-Jean, een van de oudste nog bestaande Franse hospitalen (1175). Het herbergt het 'musée Jean-Lurçat et de la Tapisserie contemporaine'. In de ziekenzaal bevindt zich het reusachtige wandtapijt 'Le Chant du monde' (1957) van Jean Lurçat, het moderne antwoord op het Wandtapijt van de Apocalyps dat in het kasteel van Angers bewaard wordt.
  - de toren van de Haute-Chaîne ('tour des Anglais') maakte deel uit van de middeleeuwse stadsomwalling
  - Le Quai, een hedendaags cultuurcentrum (2007) aan de rechteroever van de Maine dat onder andere Le Nouveau Théâtre d'Angers huisvest. Het brede panoramische terras van het theater kijkt uit op de Maine en op het kasteel.

## Geografie
De oppervlakte van Angers bedroeg op 1 januari 2022 42,71 vierkante kilometer; de bevolkingsdichtheid was toen 3.688,9 inwoners per km².
De onderstaande kaart toont de ligging van Angers met de belangrijkste infrastructuur en aangrenzende gemeenten.

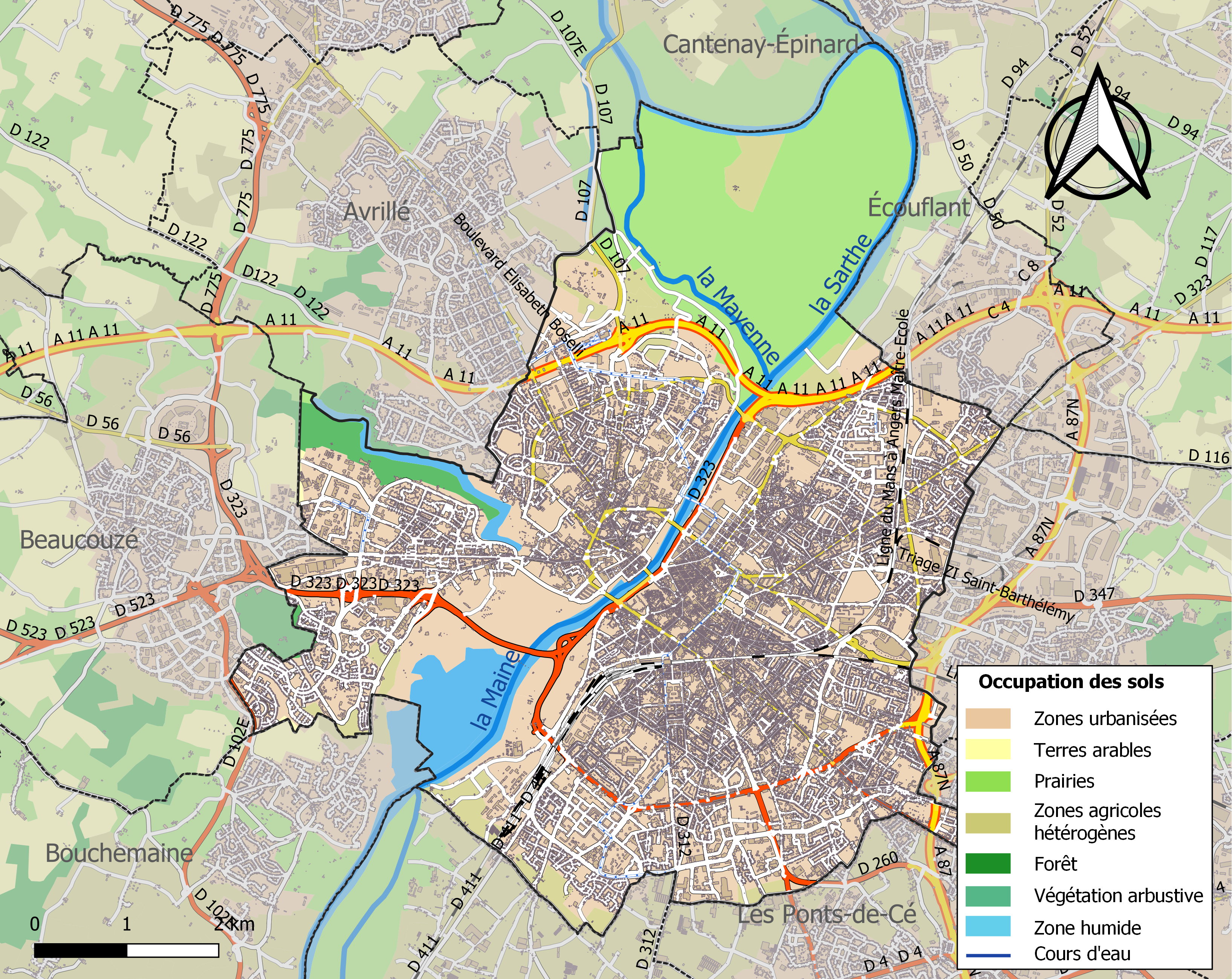

## Demografie
Onderstaande figuur toont het verloop van het inwonertal (bron: INSEE-tellingen).

## Klimaat
Angers geniet van een zacht klimaat. Dat heeft de stad te danken aan zijn ligging tussen een continentaal en een oceaanklimaat. De renaissancedichter Joachim Du Bellay had het in een van zijn sonnetten Heureux qui comme Ulysse over la 'douceur angevine'.

## Transport en vervoer
- In de stad liggen de spoorwegstations Angers-Saint-Laud dat het belangrijkste station is, het Angers-Maître-École, en het Angers-Saint-Serge. Onder meer de TGV Atlantique doet Angers aan.
- Het transport in de stadsregio Angers is in handen van Keolis en wordt uitgevoerd onder de naam Irigo. De concessie bevat onder meer een tramnet die sinds juni 2011 opnieuw wordt uitgebaat. De vorige tram werd afgeschaft in 1949. De enige lijn die sinds 2011 werd bediend, werd in 2023 aangevuld met twee bijkomende tramlijnen.
- Op 25 km ten noordoosten van de stad bevindt zich het vliegveld Angers Loire Aéroport. Het heeft twee start- en landingsbanen met een lengte van respectievelijk 1800 en 1100 m lengte. De IATA-luchthavencode luidt: ANE; de ICAO-code luidt: LFJR. Het vliegveld beschikt niet over luchtverkeersleiding en wordt alleen door binnenlandse vluchten aangedaan. Verder is het in gebruik voor kleine zakenvliegtuigjes en de zweefvliegsport.
- De stad ligt bij drie Franse autosnelwegen:  de A11 (Parijs - Nantes), de A87 naar La Roche-sur-Yon en de A85 naar Tours. Verder zijn er diverse goede autoverbindingen over tweebaanswegen met alle andere steden in de omgeving.
- In de stad wordt in toenemende mate rekening gehouden met het verkeer per fiets. Angers behoort tot de Franse steden, waar fietsers mogen rijden op de vrije busbaan. Er zijn plannen voor het aanleggen van meer fietspaden. Verder is de stad een van de initiatiefneemsters van het project EuroVelo 6, een internationale fietsroute van Constanța in Roemenië naar Nantes.

## Sport
Angers SCO is de professionele voetbalclub van Angers en speelt in het Stade Raymond-Kopa. De club speelt vaak in Ligue 1, het hoogste Franse niveau.
Angers is 19 keer etappeplaats geweest in wielerkoers Ronde van Frankrijk. In 1967 en 1972 vond de Grand Départ plaats in Angers. In 2016 was Angers voor het laatst aankomstplaats van een etappe.

## Stedenbanden
- Bamako (Mali), sinds 1974
- Haarlem (Nederland), sinds 1964
- Osnabrück (Duitsland), sinds 1964
- Pisa (Italië), sinds 1982
- Sevilla (Spanje)
- Södertälje (Zweden)
- Wigan (Verenigd Koninkrijk), sinds 1988

## Geboren
- Gilles de Rais (1404-1440), maarschalk uit de Honderdjarige Oorlog, door de kerk beschuldigd van meervoudige kindermoord
- René I van Anjou (1409-1480), hertog van Anjou en van de Provence en koning van het Koninkrijk Napels
- Louis Joseph Proust (1754-1826), scheikundige
- Zacharie Astruc (1833-1907), kunstcriticus, dichter, schilder en beeldhouwer
- René Bazin (1853-1932), schrijver
- Gaby Morlay (1893-1964), actrice
- Hervé Bazin (1911-1996), schrijver
- Henri Dutilleux (1916-2013), componist en muziekpedagoog
- André Bazin (1918-1958), filmcriticus en filmtheoreticus
- Daniel Gélin (1921-2002), acteur, regisseur en scenarist
- Madame Claude (Fernande Grudet) (1923-2015), bordeelhoudster
- Valérie Trierweiler (1965), politiek journaliste, voormalig levensgezellin van voormalig president François Hollande
- Eriq Ebouaney (1967), acteur
- Mickaël Pagis (1973), voetballer
- Steve Savidan (1978), voetballer
- Nicolas Mahut (1982), tennisser
- Jason Tesson (1998), wielrenner
- Guéla Doué (2002), voetballer
- Matthis Abline (2003), voetballer
- Désiré Doué (2005), voetballer